# Parosteodes fictiliaria
Paralaea fictiliaria là một loài bướm đêm trong họ Geometridae.

## Hình ảnh

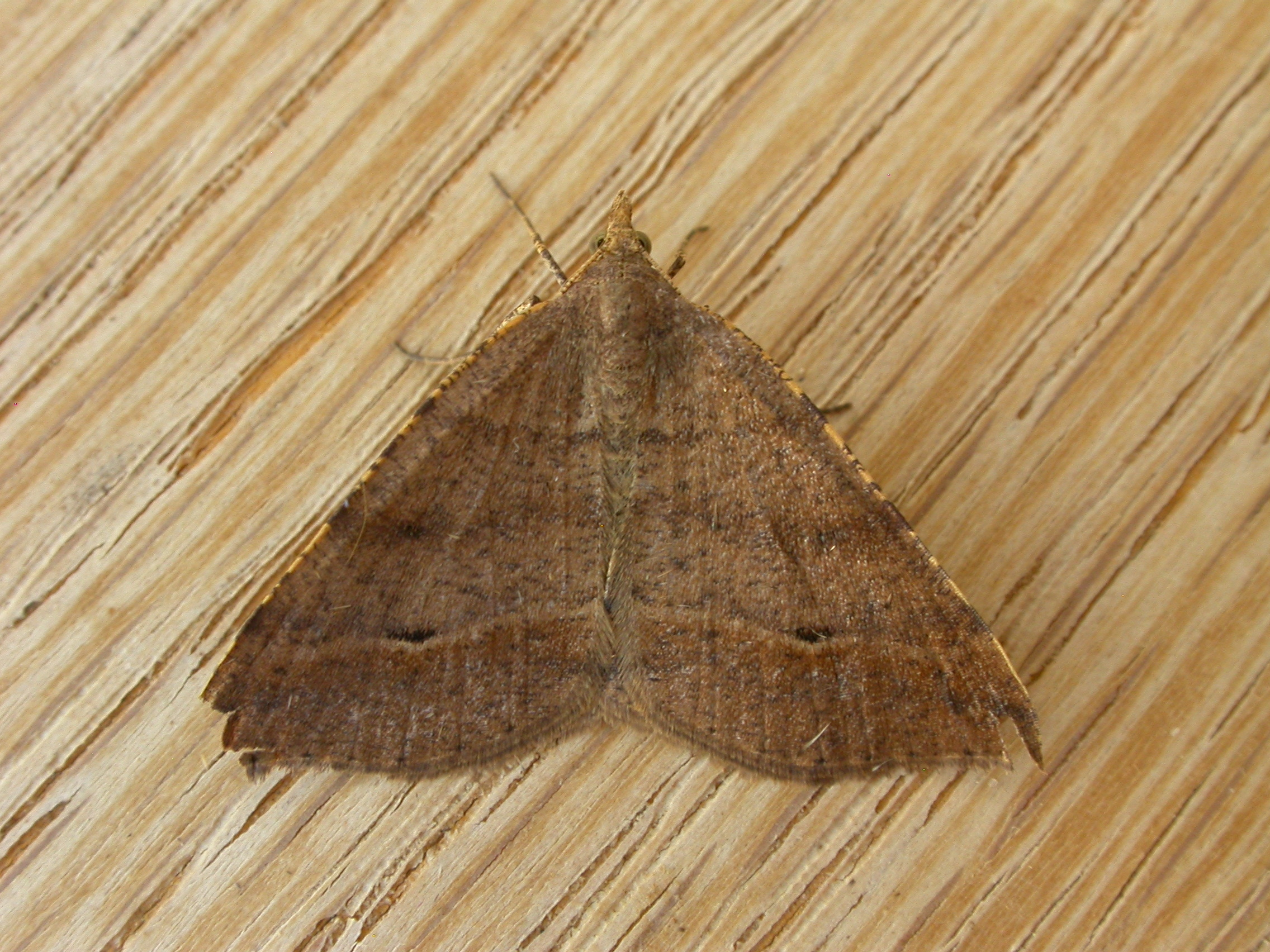